# Férez
Férez és un municipi situat al sud de la província d'Albacete, en els últims contraforts de la serra del Segura. El 2005 tenia 1095 habitants censats, segons dades del INE.

## Demografia
La seva evolució demogràfica es caracteritza per un bec demogràfic cap a 1950 i un posterior declivi molt pronunciat, d'una mica més de trenta anys, acabat en una fase de relativa estabilització. Segueix el patró demogràfic general en la serra del Segura, amb valors lleugerament més alts: entre 1950 i 2005, la serra va perdre un 63%, Férez un 60%; entre 1900 i 2005, Férez va perdre un 36%, i la serra un 41%. En els últims quinze anys, no obstant això, la població s'ha estabilitzat, com en els pobles més propers (com Socovos), una cosa que encara no és general en la comarca.
| 1900  | 1910  | 1920  | 1930  | 1940  | 1950  | 1960  | 1970  | 1981 | 1991 | 1996 | 2001 | 2005 | 2007  |
| ----- | ----- | ----- | ----- | ----- | ----- | ----- | ----- | ---- | ---- | ---- | ---- | ---- | ----- |
| 1.203 | 1.197 | 1.603 | 1.640 | 1.799 | 2.000 | 1.576 | 1.254 | 920  | 780  | 814  | 814  | 795  | 1.025 |